# Sakalivka, Mirhorod
Sakalivka (în ucraineană Сакалівка) este un sat în comuna Velîka Obuhivka din raionul Mirhorod, regiunea Poltava, Ucraina.

## Demografie
Componența lingvistică a localității Sakalivka
     Ucraineană (91,89%)
     Rusă (8,11%)
Conform recensământului din 2001, majoritatea populației localității Sakalivka era vorbitoare de ucraineană (91,89%), existând în minoritate și vorbitori de rusă (8,11%).